# Roma-Napoli-Roma 1904
La Roma-Napoli-Roma 1904, terza edizione della corsa, si svolse il 20 settembre 1904 su un percorso di 460 km. La vittoria fu appannaggio dell'italiano Achille Galadini, che completò il percorso in 23h12'04", precedendo i connazionali Pierino Albini e Ferdinando Grammel.
Sul traguardo di Roma 9 ciclisti portarono a termine la competizione. Tuttavia Giuseppe Grossi, Metini e Rissone, giunti rispettivamente, fuori tempo massimo, decimo, undicesimo e dodicesimo, vennero ugualmente considerati classificati.

## Ordine d'arrivo (Top 10)
| Pos. | Corridore           | Squadra | Tempo     |
| ---- | ------------------- | ------- | --------- |
| 1    | Achille Galadini    | -       | 23h12'04" |
| 2    | Pierino Albini      | -       | a 3"      |
| 3    | Ferdinando Grammel  | -       | s.t.      |
| 4    | Flaminio Piacentini | -       | a 46"     |
| 5    | Costante Fiori      | -       | a 50"     |
| 6    | Guido Cocozza       | -       | s.t.      |
| 7    | Alfredo Jacobini    | -       | s.t.      |
| 8    | Mario Fortuna       | -       | s.t.      |
| 9    | Ernesto Bazzini     | -       | s.t.      |
| 10   | Giuseppe Grossi     | -       | FTM       |